# Хаскосей
Хаскосей (англ. Hascosay) — небольшой остров в архипелаге Шетландских островов.

## География
Расположен между островами Йелл и Фетлар в проливе Колгрейв-Саунд. Площадь острова — 2,75 км². Высочайшая точка — 30 метров над уровнем моря. Постоянное население отсутствует.
Через остров проходит 1-й меридиан западной долготы.

## Известные жители
- Лоренс Эдмондсон (1795–1879) — шотландский учёный.